# Roseland Ballroom
Pour les articles homonymes, voir Roseland.
Le Roseland Ballroom est un hall pluridisciplinaire situé sur la 52e Rue, dans le Theater District, à New York.

## Histoire

### Sur la51eà Broadway
Le Roseland Ballroom est initialement fondé en 1917 par Louis Brecker à Philadelphie, avec les fonds de Franck Yuengling, de la société D.G. Yuengling & Son. En 1919, la salle est déplacée à Broadway, au 1658 de la 51e Rue. C'est dans un premier temps un club de danse « réservé aux blancs », reconnu pour ses danses raffinées et les groupes qui y jouent, tels que The Ipana Troubadours. L'atmosphère de la salle bal va ensuite progressivement évoluer avec l'émergence du dixieland et des groupes Afro-Américains qui jouent dans les différents clubs de la capitale. Ainsi, Fletcher Henderson donnera plusieurs concerts au Roseland Ballroom dans les années 1920 et 1930. D'autres grands noms tels que Louis Armstrong, Count Basie, Chick Webb, Vincent Lopez, Harry James, Tommy Dorsey, Ella Fitzgerald ou encore Glenn Miller le suivront. Un grand nombre de ces spectacles est diffusé en direct à la radio.
Louis Brecker lance ensuite les marathons de danse, jusqu'à ce qu'ils soient interdits et remplacés par des combats de boxe pour femmes, des expositions de yo-yo, des concours d'éternuement et des mariages jazz fortement médiatisés pour les couples qui se sont rencontrés à la salle. Il essaye également de familiariser les gens avec des danses avec hôtesses pour 11 cts la danse ou une demi-heure avec des videurs en smoking, poliment appelés hommes de maison, pour 1,5 $. Ring Lardner, Sherwood Anderson, F. Scott Fitzgerald et John O'Hara y contribueront en grande partie.

### Sur la52e
Le bâtiment est déménagé de la 51e à la 52e Rue en 1956, puis démoli. Les nouveaux locaux, convertis de patinoire en piste de roller, datent de 1922 et sont achetés à la franchise Iceland ice-skating pour la somme de 800 000 dollars. L'intérieur du nouveau Roseland Ballroom est « décoré comme une tente avec du violet et du rouge cerise laissant l'impression d'être dans un harem ». Louis Brecker tente d'ailleurs de ne conserver que le bal dans les lieux, en interdisant le Rock 'n' roll et le disco, expliquant que « c'est le lieu idéal pour danser joue contre joue ».
En juillet 1978, une étudiante britannique de dix-neuf ans est droguée puis kidnappée dans la salle de bal par un groupe se réclamant de la Red Army Faction. Elle est retrouvée morte cinq jours plus tard, tandis qu'aucun coupable n'est arrêté. Louis Brecker vend le Roseland Ballroom en 1981. Les nouveaux propriétaires programment régulièrement des soirées disco, contribuant à donner l'image d'un lieu dangereux. En novembre 1984, un adolescent est d'ailleurs tué sur la piste de danse. En 1990, quatre des huit suspects, membres du Flushing Top Society, sont retrouvés dans le Roseland Ballroom après l'assassinat d'un touriste de l'Utah. Les soirées disco sont alors stoppées.
En 1996, Laurence Ginsberg devient propriétaire des lieux et prévoit de raser le bâtiment de trois étages pour en faire un immeuble de 42 étages et de 459 appartements, mais finalement, seul l'intérieur est fortement rénové.
Le 8 mars 2011, un incendie sur la mezzanine se déclenche vers 22 h 30, mais les dégâts sont minimes, d'autant plus qu'aucune soirée n'était organisée à ce moment.
Lady Gaga s'y est produit pendant sept soirs à guichets fermés du vendredi 28 mars au lundi 7 avril 2014, avant que la salle ne ferme ses portes définitivement et soit démolie, devenant ainsi la première artiste à cumuler sept shows dans les locaux et la dernière artiste à s'y produire.

## Concerts donnant lieu à des productions
- AC/DC - Roseland Ballroom 2003
- Beyoncé Knowles - Live at Roseland: Elements of 4
- Deadmau5 et Kaskade - Haunted DJ Throwdown
- Dio - Evil or Divine
- Dream Theater - Live Scenes from New York et Metropolis 2000: Scenes from New York
- Gov't Mule - Live at Roseland Ballroom
- Phil Collins - Phil Collins: Going Back - Live At Roseland Ballroom, NYC
- Portishead - Roseland NYC Live
- The Mars Volta - Scab Dates

## Autres artistes s'y étant produits
- Beyoncé
- Björk
- Eric Prydz
- Fugazi
- Green Day
- Guns N' Roses
- Kesha
- Korn
- Madonna
- Metallica
- Nicki Minaj
- Nirvana
- Primus
- Radiohead
- The Rolling Stones
- Lady Gaga